# Paul Friedrich Pelshenke
Paul Friedrich Pelshenke (* 3. Dezember 1905 in Unterwüsten, Lippe; † 2. März 1985 in Detmold) war ein deutscher Agrarwissenschaftler. Er gilt als einer der wegweisenden Forscher auf den Gebieten der Getreideverarbeitung und der Qualitätsbewertung von Brotgetreide.

## Leben
Paul Friedrich Pelshenke, Sohn eines Landwirts, studierte nach der Reifeprüfung Landwirtschaft und Naturwissenschaften zunächst an der Landwirtschaftlichen Hochschule Berlin, dann an der Universität Halle. Dort promovierte er 1930 bei Theodor Roemer mit einer Dissertation über die Bestimmung der Backfähigkeit von Weizen und Weizenmehlen. Nach mehrjähriger Dozentenzeit bei Theodor Roemer und einer einjährigen wissenschaftlichen Tätigkeit in den USA wurde er 1934 zum Leiter des Instituts für Bäckerei an der Versuchsanstalt für Getreideverarbeitung nach Berlin berufen und zum Direktor und Professor ernannt. 1942 wurde diese Einrichtung in „Reichsanstalt für Getreideverarbeitung“ umbenannt.
Als Leiter des Berliner Instituts für Bäckerei galt Pelshenkes wissenschaftliches Hauptinteresse der Verbesserung der Backfähigkeit von Getreidemehlen und den methodischen Problemen bei der Qualitätsbewertung von Brotgetreide. Mit seiner in jenen Jahren entstandenen Abhandlung „Studien über die Backfähigkeit von Roggensorten“ habilitierte er sich 1941 an der Naturwissenschaftlichen Fakultät der Universität Halle. Von 1943 bis 1945 hatte er einen Lehrauftrag für Getreideverarbeitung an der Friedrich-Wilhelms-Universität zu Berlin.
Dank der persönlichen Initiative von Pelshenke ist seit 1947 in Detmold ein neues Forschungszentrum für Getreideverarbeitung aufgebaut worden. Es wurde 1957 mit dem in West-Berlin verbliebenen und wiedererrichteten Teil der ehemaligen Reichsanstalt für Getreideverarbeitung zur „Bundesforschungsanstalt für Getreideverarbeitung“ vereinigt und 1965 seiner Gesamtleitung unterstellt. 1968 schied Pelshenke aus seinem Amt aus.

## Werk
Die wissenschaftlichen Leistungen von Pelshenke sind untrennbar verbunden mit der Erforschung der Grundlagen für eine optimale Korn-, Mahl- und Backqualität von Weizen und Roggen. Gleichzeitig erarbeitete Pelshenke zuverlässige Standardmethoden für die Qualitätsbewertung von Brotgetreide. Die Krönung seines wissenschaftlichen Lebenswerk war 1947 die Gründung eines Forschungszentrums für Getreideverarbeitung in Detmold, der späteren „Bundesforschungsanstalt für Getreideverarbeitung“. Seine Idee von der unbedingten Notwendigkeit einer engen Zusammenarbeit von Wissenschaft und Praxis hatte Pelshenke bereits 1946 mit der Gründung der „Arbeitsgemeinschaft für Getreideforschung“ verwirklicht. Die von dieser Institution alljährlich in Detmold durchgeführten Tagungen führten die verschiedenen Fachsparten der Getreideforschung zu praxisorientierten Vorträgen mit intensiven Diskussionen zusammen.
Unter der Leitung von Pelshenke erwarb die „Bundesforschungsanstalt für Getreideverarbeitung“ in Detmold national und auch international hohes Ansehen. Die realitätsnahe Verbindung von Wissenschaft und Praxis fand in anderen Ländern viele Nachahmer. Nach dem Detmolder Vorbild wurden Institute für Getreideforschung in Indien, Pakistan, Ägypten und im Libanon gegründet. Pelshenke selbst war im Auftrag der FAO wiederholt als Experte für Getreide und Brot in diesen Ländern und auch in anderen tropischen und subtropischen Regionen tätig.
In über 400 Veröffentlichungen hat sich Pelshenke mit Fragen des Getreideanbaus, der Getreidequalität und allen Fragen der Getreideverarbeitung auseinandergesetzt. Viele Jahre lang war er Schriftleiter der von der „Arbeitsgemeinschaft für Getreideforschung“ herausgegebenen Fachzeitschriften „Getreide und Mehl“ und „Brot und Gebäck“ (seit 1972 in der Zeitschrift „Getreide, Mehl und Brot“ vereinigt). Führende internationale Wissenschaftler hat er angeregt, in diesen Fachzeitschriften ihre Forschungsergebnisse zu publizieren.
Von Pelshenkes umfangreicheren Publikationen sind hervorzuheben seine Bücher „Gebäck aus deutschen Gauen. Eine Leistungsschau des Bäckerhandwerks“ (1936, zweite Auflage 1949) und „Untersuchungsmethoden für Brotgetreide, Mehl und Brot“ (1938) sowie das überarbeitete Handbuch seines Berliner Amtsvorgängers Max Paul Neumann „Brotgetreide und Brot“ (1943 und 1954). Mehrere umfangreiche Abhandlungen über die Methoden der Qualitätsuntersuchungen von Brotgetreide hat er nach 1945 in Sammelwerken veröffentlicht. Beachtenswert für die Wissenschaftsgeschichte des Landbaus ist seine kleine Schrift „Die Geschichte der deutschen Getreideforschung“ (1958).

## Ehrungen und Auszeichnungen
Pelshenke ist für sein wissenschaftliches Lebenswerk vielfach geehrt und ausgezeichnet worden. Bereits 1930 wurde er mit dem Julius-Kühn-Preis ausgezeichnet, 1948 erhielt er den Max Paul Neumann-Preis. Als erstem Nichtamerikaner wurde ihm 1965 die höchste Auszeichnung der Amerikanischen Gesellschaft der Getreidechemiker, die Thomas Burr Osborne Medal, verliehen. 1967 verliehen ihm die Deutsche Landwirtschafts-Gesellschaft die Max-Eyth-Denkmünze in Silber und die Arbeitsgemeinschaft für Getreideforschung die Roemer-Medaille. 1969 wählte ihn diese  Arbeitsgemeinschaft zu ihrem Ehrenpräsidenten. 1973 wurde ihm von der Japanischen Gesellschaft für Stärkewissenschaft die Verdienstmedaille überreicht. Außerdem war er Ehrenmitglied in mehreren Fachgesellschaften und seit 1975 Mitglied der Königlich-Schwedischen Akademie für Land- und Forstwirtschaft.
1972 stiftete die Deutsche Landwirtschafts-Gesellschaft für Persönlichkeiten, die sich um die deutsche Getreidewirtschaft und das Backgewerbe verdient gemacht haben, die Paul-Friedrich-Pelshenke-Medaille.

## Wichtigste Veröffentlichungen
- Beiträge zur Bestimmung der Backfähigkeit von Weizen und Weizenmehlen. Diss. naturwiss. Fak. Univ. Halle 1930. – Zugl. in: Wissenschaftliches Archiv für Landwirtschaft Abt. A, Archiv für Pflanzenbau Bd. 5, 1930/31, S. 108–151.
- Gebäck aus deutschen Gauen. Eine Leistungsschau des Bäckerhandwerks. Verlag des Reichsinnungsverbandes des Bäckerhandwerks Berlin 1936; 2. völlig neu bearb. Aufl. unter dem Titel Gebäck aus deutschen Landen. Seine Herstellung, Geschichte und Verbreitung. Gilde Verlag Alfeld 1949.
- Untersuchungsmethoden für Brotgetreide, Mehl und Brot. Verlag M. Schäfer Leipzig 1938.
- Die Backhilfsmittel. Herstellung, Wirkung, Zusammensetzung und Anwendung. Verlag von Paul Parey Berlin 1941.
- Studien über die Backfähigkeit von Roggensorten. Verlag von Paul Parey Berlin 1941. – Zugl. in: Zeitschrift für Pflanzenzüchtung Bd. 24, 1942, S. 1–58.
- Max Paul Neumann: Brotgetreide und Brot. Lehrbuch für die Praxis der Getreideverarbeitung und Hand- und Hilfsbuch für Versuchsstationen, Nahrungsmittel-Untersuchungsämter und Laboratorien der Mühlen, Bäckereien und Fachschulen. Verlag von Paul Parey Berlin 1914; 2. Aufl. 1923; 3. Aufl. 1926. 4. Aufl. neubearbeitet von Paul Pelshenke, ebd. 1943; 5. Aufl. unter dem Namen Neumann-Pelshenke mit verändertem Titel Brotgetreide und Brot. Handbuch für die Theorie und Praxis der Brotgetreideverarbeitung, ebd. 1954.
- Die Untersuchung von Getreide und Mehl (gemeinsam mit Georg Hampel und Werner Schäfer). In: Handbuch der landwirtschaftlichen Versuchs- und Untersuchungsmethodik (Methodenbuch) Bd. 15, Neumann Verlag Radebeul und Berlin 1953, S. 1–109.
- Getreidequalität, Brot und Nährmittel. In: Handbuch der Landwirtschaft, Verlag Paul Parey Berlin, 2. Aufl., Bd. 2 Pflanzenbaulehre, 1953, S. 121–142.
- Die Geschichte der deutschen Getreideforschung. Granum-Verlag Detmold 1958.
- Qualitätsfragen bei Getreide und Brot. DLG-Verlag Frankfurt am Main 1959 = Arbeiten der Deutschen Landwirtschafts-Gesellschaft Bd. 59.